# Turricula sulcicancellata
Turricula sulcicancellata é uma espécie de gastrópode do gênero Turricula, pertencente a família Clavatulidae.